# اوک ولی (نیوجرسی)
اوک ولی (به انگلیسی: Oak Valley) یک منطقهٔ مسکونی در ایالات متحده آمریکا است که در دپتفورد، نیوجرسی واقع شده‌است. اوک ولی ۱٫۸۴۱ کیلومتر مربع مساحت و ۳٬۴۸۳ نفر جمعیت دارد و ۲۶ متر بالاتر از سطح دریا واقع شده‌است.